# Waldenstein
Waldenstein este comună cu 1.215 de locuitori din Niederösterreich, Austria.
1. ↑  Dauersiedlungsraum der Gemeinden Politischen Bezirke und Bundesländer - Gebietsstand 1.1.2018 (în germană), Statistica Austriei, accesat în 10 martie 2019